# 観測選択効果
観測選択効果(かんそくせんたくこうか、observation selection effects)とは、科学哲学の世界で使われる言葉で、何らかの現象の観察が行われる際に、観察者の性質や能力によって、観測される対象の層に偏りが生まれてしまう現象のことを言う。例えば地震の強さと回数についてのデータを取る場合、計測器の精度が悪ければ微弱な地震は少なく見積もられ、逆に強い地震の占める割合は相対的に大きく見積もられてしまう。人間原理について議論するさいによく参照される概念。